# Célula de Deiters

Na cóclea dos mamíferos, cada célula ciliada externa fica conectada ao soma de uma célula de Deiters. O que não é aparente neste diagrama é que o processo falangeano (phalangeal process) está inclinado para fora do plano dessa projeção, de tal forma que seu topo está próximo ao topo de uma célula ciliada externa diferente, mais adiante na direção de propagação da onda coclear.

Corte transversal da cóclea

As células de Deiters, também conhecidas como células da falange externas ( Inglês /ˈdaɪtərz/ ), são um tipo de célula encontrado dentro do ouvido interno. Eles contêm microfilamentos e microtúbulos que vão da membrana basilar à membrana reticular do ouvido interno.
Essas células de sustentação da cóclea incluem uma parte somática, com sua cúpula, e um processo falangeal, que liga o soma da célula de Deiters à lâmina reticular. A parte da falange que está incluída na lâmina reticular é o ápice da falange (ápice da falange).
As células são nomeadas em homenagem ao neuroanatomista Otto Deiters .